# Aspergillus arvii
Aspergillus arvii är en svampart som beskrevs av R. Aho, Y. Horie, Nishim. & Miyaji 1994. Aspergillus arvii ingår i släktet Aspergillus och familjen Trichocomaceae.   Inga underarter finns listade i Catalogue of Life.